# Línea 194 (Interurbanos Madrid)
La línea 194 de la red de autobuses interurbanos de Madrid une la terminal subterránea de autobuses del Intercambiador de Plaza de Castilla con Rascafría.

## Características
Esta línea une Madrid con Rascafría en aproximadamente de 2h y 15 min efectuando parada en multitud de municipios situados en torno a la carretera M-604 (Lozoyuela-Puerto de Navacerrada). Algunas expediciones además se desvían para efectuar parada en Canencia y una diaria entra en Pedrezuela, que aumentan el tiempo de viaje en aproximadamente 15 minutos.
Las líneas 194 y 195 se complementan entre ellas para dar servicio a Canencia con Madrid. Principalmente la 194 entre semana y la 195 los fines de semana (aunque la 194 tiene expediciones los fines de semana que entran en Canencia y la 195 una expedición diaria entre semana con terminal en Canencia). Al igual que las líneas 194A, 195A y 195B comunican los diversos municipios cerca de la carretera M604 con Buitrago del Lozoya, enlazando con la línea 191 a Madrid, en las horas en las que la 194 y 195 no operan.
Hasta el 15 de marzo del 2016 existía una parada en el km. 36 de la A-1, y otra de vuelta, (códigos 11492 y 11493), dando servicio al restaurante Las Moreras, situado en el término municipal de El Molar en la corona tarifaria C1.
Hasta el 27 de agosto del 2018 la parada dentro del casco urbano de Garganta de los Montes era la 12111 - Garganta de los Montes - Ayuntamiento, pero fue trasladada a la actual 20423 - Garganta de los Montes - Calle de San Isidro, para facilitar el giro del autobús.
Entre el 1 y 21 de octubre de 2022, la línea contó con dos recorridos (sublíneas actualmente dadas de baja) que no prestaban servicio a la localidad de Alameda del Valle y se realizaba una parada en el cruce con la carretera M-604. Este breve cambio reflejaba un comportamiento que llevaba realizándose con anterioridad, pero que no aparecía informado en ningún horario ni publicación sobre la línea por parte del CRTM ni de ALSA, llevando a confusión entre los viajeros que no eran locales y desconocían este detalle. Estos dos recorridos se realizaban los sábados laborables, domingos y festivos, considerados días de turismo en los pueblos de la zona, en la que la acumulación de coches aparcados en la plaza del ayuntamiento (a pesar de las señales de prohibición) podría impedir el giro del autobús y bloquear la línea. Tras la supresión de las sublíneas correspondientes, todos los días de la semana se realiza parada dentro de la localidad de Alameda del Valle.
Junto con las líneas 195 y 196 se encuentra entre las líneas interurbanas con el itinerario estándar más largo de todas las que opera el CRTM (sin contar aquellas líneas con expediciones singulares con recorridos prolongados más largos que las expediciones estándar).
Siguiendo la numeración de líneas del CRTM, las líneas que circulan por el corredor 1 son aquellas que dan servicio a los municipios situados en torno a la A-1 y comienzan con un 1. Aquellas numeradas dentro de la decena 190 corresponden a aquellas que circulan por la Sierra Norte de Madrid.
La línea mantiene los mismos horarios todo el año (exceptuando las vísperas de festivo y festivos de Navidad).
Está operada por la empresa ALSA mediante la concesión administrativa VCM-103 - Madrid - Buitrago - Rascafría (Viajeros Comunidad de Madrid) del Consorcio Regional de Transportes de Madrid.

### Sublíneas
Aquí se recogen todas las distintas sublíneas que ha tenido la línea 194, incluyendo aquellas dadas de baja. La denominación de sublíneas que utiliza el CRTM es la siguiente:
- Número de línea (194)
- Sentido de circulación (1 ida, 2 vuelta)
- Número de sublínea

Por ejemplo, la sublínea 194103 corresponde a la línea 194, sentido 1 (ida) y el número 03 de numeración de sublíneas creadas hasta la fecha.
Las sublíneas marcadas en negrita corresponden a sublíneas que actualmente se encuentran dadas de baja.
| Ida    | Ruta                          | Itinerario                                             | Vuelta | Ruta                             | Itinerario                                                                       |
| 194101 | -                             | Madrid - Rascafría                                     | 194201 | -                                | Rascafría - Madrid                                                               |
| 194102 | c                             | Madrid - Rascafría, por Canencia                       | 194202 | c                                | Rascafría - Madrid, por Canencia                                                 |
| 194103 | cp                            | Madrid - Rascafría, por Pedrezuela y Canencia          | 194203 | No existe la ruta "cp" de vuelta | No existe la ruta "cp" de vuelta                                                 |
| 194104 | No existe la ruta "cg" de ida | No existe la ruta "cg" de ida                          | 194204 | cg                               | Rascafría - Madrid, por Canencia, sin paso por Garganta, Cabanillas ni Venturada |
| 194105 | a                             | Madrid - Rascafría, sin paso por Alameda               | 194205 | a                                | Rascafría - Madrid, sin paso por Alameda                                         |
| 194106 | ca                            | Madrid - Rascafría, por Canencia, sin paso por Alameda | 194206 | ca                               | Rascafría - Madrid, sin paso por Alameda, por Canencia                           |

### Curiosidades
Entre las curiosidades y peculiaridades de la línea se incluyen las siguientes:
- No se permite la circulación con viajeros de pie saliendo de los túneles del Intercambiador de Plaza de Castilla (aunque sí a la vuelta). Los autobuses no podrán cargar más viajeros si se ha llenado el número máximo de plazas autorizadas con asiento, en cambio, al llegar a la parada 3253 - Paseo de la Castellana - Hospital La Paz sí que podrán recoger a viajeros de pie. Esta restricción aplica a todas las líneas bajo la concesión VCM-103, pero no a aquellas de las concesiones VCM-101, VCM-701 ni VCM-702.
- La línea tiene una longitud superior a 50 km., distancia a partir de la cual el Artículo 3 a) del Reglamento de la Comisión Europea 561/2006 exige la utilización de un tacógrafo y respetar los tiempos de conducción y descanso. Esto significa que en caso de que un servicio llegue retrasado al siguiente, no podrá cumplir el horario programado y deberá esperar hasta cumplir el descanso establecido antes de volver a conducir. Esta restricción aplica a todas las líneas bajo la concesión VCM-103, que a pesar de que algunas cuenten con recorridos inferiores a los 50 km. (por ejemplo la línea 193 y algunos servicios de la línea 197) los conductores dentro de un mismo turno en un día de trabajo realizan servicios de todas ellas, necesitando así el uso del tacógrafo. En caso de existir una retención que cause al conductor exceder sus tiempos de conducción establecidos, no incurrirá en sanción al encontrarse el vehículo retenido por causas del tráfico, o podrá justificar el motivo del exceso a la Dirección General de Tráfico. En caso de una restricción de tráfico de grandes proporciones, se reorganizarán los turnos de los conductores alterando sus servicios previstos para cubrir aquellos que se han visto afectados por las retenciones. Este cambio es invisible a los usuarios puesto que solo afecta a un cambio de turno de conductores.
- No se permite la circulación con viajeros de pie al norte de San Agustín del Guadalix. El artículo 48 b) del Reglamento General de Circulación establece la velocidad máxima de circulación fuera de poblado con viajeros de pie en 80 km/h y dado que al norte de San Agustín del Guadalix se circula por la autovía A-1 en la que la velocidad máxima para los autobuses es 100 km/h se aplica esta restricción. Técnicamente existe un tramo entre las urbanizaciones Ciudalcampo y Santo Domingo hasta San Agustín del Guadalix en el que se circula brevemente por la autovía A-1 pero la Dirección General de Tráfico permite la excepción hasta llegar a San Agustín del Guadalix. Dado que el resto de la línea se realiza por la vía de servicio de la A-1 sí se permite los viajeros de pie en esos trayectos. Algunas comunidades autónomas permiten la circulación con viajeros de pie en viajes de menos de 35 km. Entre las situaciones que causa esta restricción, podría darse el caso en el que viajeros con destino Madrid no puedan montarse en el autobús de pie y se les deniegue la entrada, pero al llegar a San Agustín del Guadalix pueda permitir la subida de viajeros hasta cumplir el número máximo de plazas autorizadas del vehículo. También se podría dar el caso en el que los viajeros procedentes de Madrid no se les permita continuar el viaje si van de pie al llegar a San Agustín del Guadalix y verse obligados a abandonar el autobús y esperar al siguiente que permita viajeros sentados.

## Horarios
| Lunes a viernes laborables | Lunes a viernes laborables | Lunes a viernes laborables | Sábados laborables | Sábados laborables | Domingos y festivos | Domingos y festivos |
| Madrid > Rascafría         | Madrid > Rascafría         | Madrid > Rascafría         | Madrid > Rascafría | Madrid > Rascafría | Madrid > Rascafría  | Madrid > Rascafría  |
| 10:00                      | 14:00                      | 18:00                      | 08:00              | 18:00              | 08:00               | 15:15               |
| Rascafría > Madrid         | Rascafría > Madrid         | Rascafría > Madrid         | Rascafría > Madrid | Rascafría > Madrid | Rascafría > Madrid  | Rascafría > Madrid  |
| 07:00                      | 13:45                      | 17:00                      | 10:45              | 20:30              | 10:45               | 18:45               |

1. 1 2 3 4 5  Por Canencia
2. ↑  Por Pedrezuela y Canencia
3. ↑  Por Canencia, sin paso por Garganta de los Montes, Cabanillas de la Sierra ni Venturada

## Recorrido y paradas

Esquema de dársenas del intercambiador subterráneo de Plaza de Castilla

### Sentido Rascafría
La línea inicia su recorrido en el intercambiador subterráneo de Plaza de Castilla, en la dársena 35, en este punto se establece correspondencia con todas las líneas de los corredores 1 y 7 con cabecera en el intercambiador de Plaza de Castilla. En la superficie efectúan parada varias líneas urbanas con las que tiene correspondencia, y a través de pasillos subterráneos enlaza con las líneas 1, 9 y 10 del Metro de Madrid.
Tras abandonar los túneles del intercambiador subterráneo, la línea sale al paseo de la Castellana, donde tiene una primera parada frente al Hospital La Paz (subida de viajeros). A partir de aquí sale por la M-30 hasta el nudo de Manoteras y toma la A-1.
La línea circula por la A-1 hasta la salida de Alcobendas, donde circula por la avenida Olímpica (1 parada para la subida de viajeros), la calle de Francisca Delgado y el bulevar de Salvador Allende, de igual manera que circula después por el paseo de Europa de San Sebastián de los Reyes con 6 paradas para la subida de viajeros (sólo se permite el descenso de viajeros en la parada 06693 - Paseo de Europa - Calle de María Santos Colmenar).
El objetivo de restringir las paradas del casco urbano de Alcobendas y San Sebastián de los Reyes a sólo permitir la subida de viajeros se debe a que esas zonas que recorre esta línea ya están cubiertas por Metro y otras líneas interurbanas con cabecera en el Intercambiador de Plaza de Castilla que tienen mucha mayor frecuencia y colapsarían la línea 194 para realizar trayectos muy cortos. De esta forma se evita que las expediciones de esta línea vayan llenas y no puedan recoger a los viajeros con destinos mucho más alejados de Madrid cuya única opción sea la línea 194 y un trayecto de 2h.
Al final del paseo de Europa sale a la N-1 y posteriormente a la A-1, por la que prosigue su recorrido con algunas paradas junto a las urbanizaciones y zonas industriales de la autovía situadas entre San Sebastián de los Reyes y San Agustín del Guadalix (7 paradas).
La línea entra y sale de la Autovía del Norte para dar servicio a los cascos urbanos de San Agustín del Guadalix (4 paradas) y El Molar (3 paradas), teniendo después una parada junto a la desviación de El Vellón.
De nuevo entra y sale de la A-1 para dar servicio a los cascos urbanos de Venturada (2 paradas), Cabanillas de la Sierra (3 paradas), La Cabrera (4 paradas), Lozoyuela (4 paradas). Desde esta última localidad sale por la carretera M-604.
Circulando por esta carretera y saliendo en ocasiones de la misma hacia los cascos urbanos, da servicio a Garganta de los Montes (1 parada en el centro urbano y 4 en el cruce de la M604 con M969), Lozoya (2 paradas), Pinilla del Valle (3 paradas), Alameda del Valle (3 paradas), Oteruelo del Valle (1 parada) y Rascafría (2 paradas), donde tiene su cabecera.
| Código                                                       | Zona | Localidad                  | Denominación                                                           | Ubicación                                        | Líneas de la parada | Metro                  |
| ------------------------------------------------------------ | ---- | -------------------------- | ---------------------------------------------------------------------- | ------------------------------------------------ | --- | ---------------------- |
| 17470F                                                       |      | Madrid                     | Intercambiador de Plaza de Castilla - Dársena 35                       | Avenida de Asturias Nº2                          | 194 195 196 Ocasionalmente cuando hay 2 o más expediciones de la línea 193 con la misma hora de salida se utilizará esta dársena si no existe un servicio de las líneas mencionadas a la misma hora. | Plaza de Castilla      |
| 3253                                                         |      | Madrid                     | Paseo de la Castellana - Hospital La Paz                               | Paseo de la Castellana Nº304 - Acceso Nudo Norte | 173 174 176 151 152C 153 154C 155 155B 156 157 157C 159 161 171 181 182 183 184 185 191193194195196197N101 N102 N103 N104                                                                            | Begoña                 |
| 06692                                                        |      | Alcobendas                 | Avenida Olímpica - Pabellón deportivo                                  | Avenida Olímpica Nº5                             | 151 152C 153 154 154C 156 158 161 171 181 182 183 191193194195196197N103 N104VAC-242 |                        |
| 15192                                                        |      | San Sebastián de los Reyes | Paseo de Europa - Avenida del Juncal                                   | Paseo de Europa Nº26                             | 152C 154 156 161 180 181 182 183 191193194195196197N103 N1044 7 |                        |
| 06693                                                        |      | San Sebastián de los Reyes | Paseo de Europa - Calle de María Santos Colmenar                       | Paseo de Europa S/N.º                            | 152C 154 156 161 180 181 182 183 191 193 194 195 196 197 N103 N104 VAC-2424 7 |                        |
| 12421                                                        |      | San Sebastián de los Reyes | Paseo de Europa - Avenida de los Montes de Oca                         | Paseo de Europa Nº14                             | 171 180 181 182 183 191193194195196197N103 N104 |                        |
| 11402                                                        |      | San Sebastián de los Reyes | Paseo de Europa - Glorieta de Antoni Gaudí                             | Paseo de Europa Nº7                              | 171 180 181 182 183 191193194195196197N103 N104 |                        |
| 17474                                                        |      | San Sebastián de los Reyes | Paseo de Europa - Hospital Infanta Sofía                               | Paseo de Europa Nº11                             | 152C 161 166 171 180 181 182 183 191193194195196197210 N103 N104 | Hospital Infanta Sofía |
| 16437                                                        |      | San Sebastián de los Reyes | Carretera Antigua de Burgos - Centro Comercial Alegra                  | N-1 km. 19,9                                     | 161 166 171 180 181 182 183 185 191193194195196197210 N103 N104 |                        |
| 06697                                                        |      | San Sebastián de los Reyes | Carretera A-1 - Urbanización Fuente del Fresno                         | N-1 km. 23,4                                     | 166 171 191 193 194 195 196 N104 |                        |
| 06700                                                        |      | San Sebastián de los Reyes | Carretera A-1 - Circuito del Jarama                                    | N-1 km. 26                                       | 171 191 193 194 195 196 N104 |                        |
| 06701                                                        |      | Colmenar Viejo             | Carretera A-1 - Urbanización Ciudalcampo                               | N-1 km. 28,3                                     | 166 191 193 194 195 196 N104 |                        |
| 06703                                                        |      | Colmenar Viejo             | Carretera A-1 - Urbanización Valdelagua                                | N-1 km. 30,8                                     | 191 193 194 195 196 N104 |                        |
| 15988                                                        |      | San Agustín del Guadalix   | Carretera A-1 - Calle La Lobera                                        | N-1 km. 31                                       | 191 193 194 195 196 N104 |                        |
| 11184                                                        |      | San Agustín del Guadalix   | Carretera A-1 - Polígono industrial Sur San Agustín del Guadalix       | N-1 km. 31,7                                     | 191 193 194 195 196 N104 |                        |
| 15990                                                        |      | San Agustín del Guadalix   | Carretera A-1 - Calle Salguerilla                                      | N-1 km. 32,1                                     | 191 193 194 195 196 N104 |                        |
| 12097                                                        |      | San Agustín del Guadalix   | Avenida de Madrid - Urbanización Residencial Guadalix                  | Avenida de Madrid Nº3                            | 191 193 194 195 196 727 N104 |                        |
| 06704                                                        |      | San Agustín del Guadalix   | Avenida de Madrid - Parque Príncipe Felipe                             | Avenida de Madrid Nº37                           | 191 193 194 195 196 727 N104 |                        |
| 18361                                                        |      | San Agustín del Guadalix   | Avenida de Madrid - Avenida del Alcalde Lorenzo Ginés Brandín          | Avenida de Madrid Nº32                           | 191 193 194 195 196 727N104 |                        |
| 09848                                                        |      | San Agustín del Guadalix   | Avenida de Madrid - Polígono industrial Norte San Agustín del Guadalix | Polígono las Cabezas Nº3                         | 191 193 194 195 196 N104 |                        |
| 17975                                                        |      | El Molar                   | Carretera A-1 - Camino Viejo de Francia                                | N-1 km. 39,1                                     | 191 193 194 195 196 N104 |                        |
| 10329                                                        |      | El Molar                   | Plaza Mayor - Ayuntamiento                                             | Plaza Mayor S/N.º                                | 191 193 194 195 196 N104 VAC-242 |                        |
| 09648                                                        |      | El Molar                   | Avenida de España - Calle del Almirante Martel                         | Avenida de España Nº73                           | 191 193 193A 194 195 196 197D N104 |                        |
| Paradas realizadas por el servicio que pasa por Pedrezuela   |      |                            |                                                                        |                                                  | |                        |
| 20841                                                        |      | El Molar                   | Calle de la Rosaleda - Calle de los Nardos                             | Calle de la Rosaleda Nº17                        | 191 193 194 N104 |                        |
| 09939                                                        |      | El Molar                   | Calle de la Rosaleda - Urbanización Vistasierra                        | Calle de la Rosaleda Nº51                        | 191 193 194 N104 |                        |
| 10336                                                        |      | Pedrezuela                 | Paseo de la Ermita - Calle de las Eras del Cabrero                     | Paseo de la Ermita Nº21                          | 191 193 194 196 N104 1 |                        |
| 12781                                                        |      | Pedrezuela                 | Calle de las Eras - Avenida de Madrid                                  | Calle de las Eras Nº54                           | 191 193 194 196 N104 1 |                        |
| 12442                                                        |      | Pedrezuela                 | Calle de San Roque - Escuela de Hostelería                             | Calle de las Eras Nº100                          | 191193194196N1041 |                        |
| 16713                                                        |      | Pedrezuela                 | Calle del Cerro de San Pedro - Escuela de Hostelería                   | Calle de las Eras S/N.º                          | 191 193 194 196 N104 1 |                        |
| Parada del itinerario normal                                 |      |                            |                                                                        |                                                  | |                        |
| 17974                                                        |      | Pedrezuela                 | Carretera A-1 - Cruce El Vellón                                        | A-1 km. 47                                       | 191 193 193A 194 195 196 197D N104 |                        |
| 10340                                                        |      | Venturada                  | Venturada - Carretera de Irún                                          | Carretera de Irún Nº10                           | 191 193 193A 194 195 196 197C N104 VAC-242 |                        |
| 11294                                                        |      | Venturada                  | Venturada - Urbanización Tolle Lege                                    | N-1 km. 52,2                                     | 191 193 194 195 196 N104 |                        |
| 11544                                                        |      | Cabanillas de la Sierra    | Cabanillas de la Sierra - Urbanización Los Barrancos                   | Calle Real Nº54                                  | 191 193 194 195 196 |                        |
| 10343                                                        |      | Cabanillas de la Sierra    | Cabanillas de la Sierra - Calle Real                                   | Calle Real Nº78                                  | 191 193 194 195 196 |                        |
| 11543                                                        |      | Cabanillas de la Sierra    | Cabanillas de la Sierra - Carretera Antigua N-1                        | N-1 km. 54,1                                     | 191 193 194 195 196 |                        |
| 11995                                                        |      | La Cabrera                 | Avenida de La Cabrera - Carretera de Valdemanco                        | Avenida de La Cabrera Nº8                        | 191 193 194 195 196 197B 197C725 |                        |
| 10346                                                        |      | La Cabrera                 | Avenida de La Cabrera - Calle de Luis Fernández Urosa                  | Avenida de La Cabrera Nº28                       | 191 193 194 195 196 197B VAC-242 |                        |
| 11996                                                        |      | La Cabrera                 | Avenida de La Cabrera - Calle del Pico de la Miel                      | Avenida de La Cabrera Nº80                       | 191 193 194 195 196 197B |                        |
| 15941                                                        |      | La Cabrera                 | Avenida de La Cabrera - Residencia                                     | Avenida de La Cabrera Nº98                       | 191 193194 195 196 197B |                        |
| 11736                                                        |      | Lozoyuela                  | Carretera de Torrelaguna - Guardia Civil                               | Avenida de Madrid Nº16                           | 191 194 194A 195 195A 195B 196 |                        |
| 10347                                                        |      | Lozoyuela                  | Avenida de Madrid - Ayuntamiento                                       | Avenida de Madrid Nº82                           | 191 194 194A 195 195A 195B 196 VAC-242 |                        |
| 11044                                                        |      | Lozoyuela                  | Avenida de Madrid - Urbanización Los Terreros                          | Avenida de Madrid Nº136                          | 191 191E 194 194A 195 195A 195B 196 |                        |
| 12018                                                        |      | Lozoyuela                  | Calle de Prados Quemados - Carretera de la estación                    | Calle de Prados Quemados Nº10                    | 191 194 194A 195 195A 195B 196 |                        |
| 10350                                                        |      | El Cuadrón                 | Carretera M-604 - El Cuadrón                                           | Carretera de Rascafría km. 2,8                   | 194 194A 195 195A |                        |
| 10352                                                        |      | Garganta de los Montes     | Carretera M-604 - Cruce de Garganta                                    | Carretera de M-969 km. 0,1                       | 194 194A 195 195A 195B |                        |
| 18199                                                        |      | Garganta de los Montes     | Carretera M-969 - Prados Redondos                                      | Carretera M-969 s/n                              | 194 194A 195 195A 195B |                        |
| 20423                                                        |      | Garganta de los Montes     | Garganta de los Montes - Calle de San Isidro                           | Calle de San Isidro Nº30                         | 194 194A 195 195A 195B |                        |
| 18200                                                        |      | Garganta de los Montes     | Carretera M-969 - Prados Redondos                                      | Carretera M-969 s/n                              | 194 194A 195 195A 195B |                        |
| 10351                                                        |      | Garganta de los Montes     | Carretera M-604 - Cruce de Garganta                                    | Carretera M-969 km. 0,1                          | 194 194A 195A 195B |                        |
| Los servicios que entran en Canencia no realizan esta parada |      |                            |                                                                        |                                                  | |                        |
| 10357                                                        |      | Garganta de los Montes     | Carretera M-604 - Cruce de Canencia                                    | Carretera de Rascafría km. 6,5                   | 194 194A 195A |                        |
| Paradas de los servicios que entran en Canencia              |      |                            |                                                                        |                                                  | |                        |
| 10356                                                        |      | Garganta de los Montes     | Carretera M-629 - Cruce de Canencia                                    | Carretera de Canencia km. 21,6                   | 194 194A 195 195A 195B |                        |
| 10360                                                        |      | Canencia                   | Canencia - Plaza de la Constitución                                    | Plaza de la Constitución Nº16                    | 194 194A 195 195A 195B |                        |
| 11028                                                        |      | Garganta de los Montes     | Carretera M-629 - Cruce de Canencia                                    | Carretera de Canencia km. 21,6                   | 194 194A 195 195A |                        |
| Paradas del itinerario normal                                |      |                            |                                                                        |                                                  | |                        |
| 20809                                                        |      | Gargantilla del Lozoya     | Carretera M-604 - Urbanización El Tomillar                             | Carretera de Rascafría km. 7,3                   | 194 194A 195 195A |                        |
| 10362                                                        |      | Gargantilla del Lozoya     | Carretera M-604 - Cruce de Gargantilla                                 | Carretera de Gargantilla a Lozoya Nº2            | 194 194A |                        |
| 10368                                                        |      | Lozoya                     | Carretera M-604 - Lozoya                                               | Carretera de Rascafría km. 13,8                  | 194 194A |                        |
| 12492                                                        |      | Pinilla del Valle          | Pinilla del Valle - Colegio                                            | Calle del Canal de Isabel II Nº1                 | 194 194A |                        |
| 10369                                                        |      | Pinilla del Valle          | Pinilla del Valle - Ayuntamiento                                       | Plaza del Gobernador Nº1                         | 194 194A |                        |
| 12491                                                        |      | Pinilla del Valle          | Pinilla del Valle - Colegio                                            | Calle del Canal de Isabel II Nº900               | 194 194A |                        |
| 18151                                                        |      | Alameda del Valle          | Alameda del Valle - Calle Grande                                       | Calle Grande Nº45                                | 194 194A |                        |
| 10370                                                        |      | Alameda del Valle          | Alameda del Valle - Ayuntamiento                                       | Plaza de Santa Marina Nº11                       | 194 194A |                        |
| 18150                                                        |      | Alameda del Valle          | Alameda del Valle - Calle Grande                                       | Calle Grande Nº34                                | 194 194A |                        |
| 10371                                                        |      | Oteruelo del Valle         | Carretera M-604 - Oteruelo del Valle                                   | Carretera M-604 Nº4                              | 194 |                        |
| 18986                                                        |      | Rascafría                  | Rascafría - Avenida del Valle                                          | Avenida del Valle Nº40                           | 194 194A |                        |
| 10373                                                        |      | Rascafría                  | Rascafría - Plaza de los Abetos                                        | Avenida de Cascajales Nº5                        | 194 819 |                        |

1. 1 2 3 4 5 6 7 8 9 10 11 12 13 14 15 16 17 18 19 20 21 22 23 24 25 26 27 28 29 30 31 32 33 34 35 36 37 38 39 40 41 42 43 44 45 46 47 48 49 50 51 52 53 54 55 56 57 58 59 60 61 62  Sólo permite la subida de viajeros
2. ↑  A efectos de nomenclatura, para las líneas de la EMT esta parada se llama Paseo de la Castellana - Nudo Norte
3. ↑  Técnicamente esta parada se encuentra en el término municipal de Colmenar Viejo, debido a la extensión de terreno que tiene Colmenar Viejo entre San Sebastián de los Reyes y San Agustín del Guadalix. Algunas paradas se encuentran dentro de este terreno y esta parada es una de ellas. La Urbanización Ciudalcampo pertenece al término municipal de San Sebastián de los Reyes (aunque una porción de ella al norte entra en este terreno mencionado de Colmenar Viejo).
4. ↑  Técnicamente esta parada se encuentra en el término municipal de Colmenar Viejo, debido a la extensión de terreno que tiene Colmenar Viejo entre San Sebastián de los Reyes y San Agustín del Guadalix. Algunas paradas se encuentran dentro de este terreno y esta parada es una de ellas. La Urbanización Valdelagua pertenece al término municipal de San Agustín del Guadalix.
5. 1 2 3 4 5 6 7 8 9 10  Sólo permite el descenso de viajeros
6. 1 2  A pesar de que la denominación sugiera que la parada está en la carretera M-604, su ubicación se encuentra en la carretera M-969

### Sentido Madrid (Plaza de Castilla)

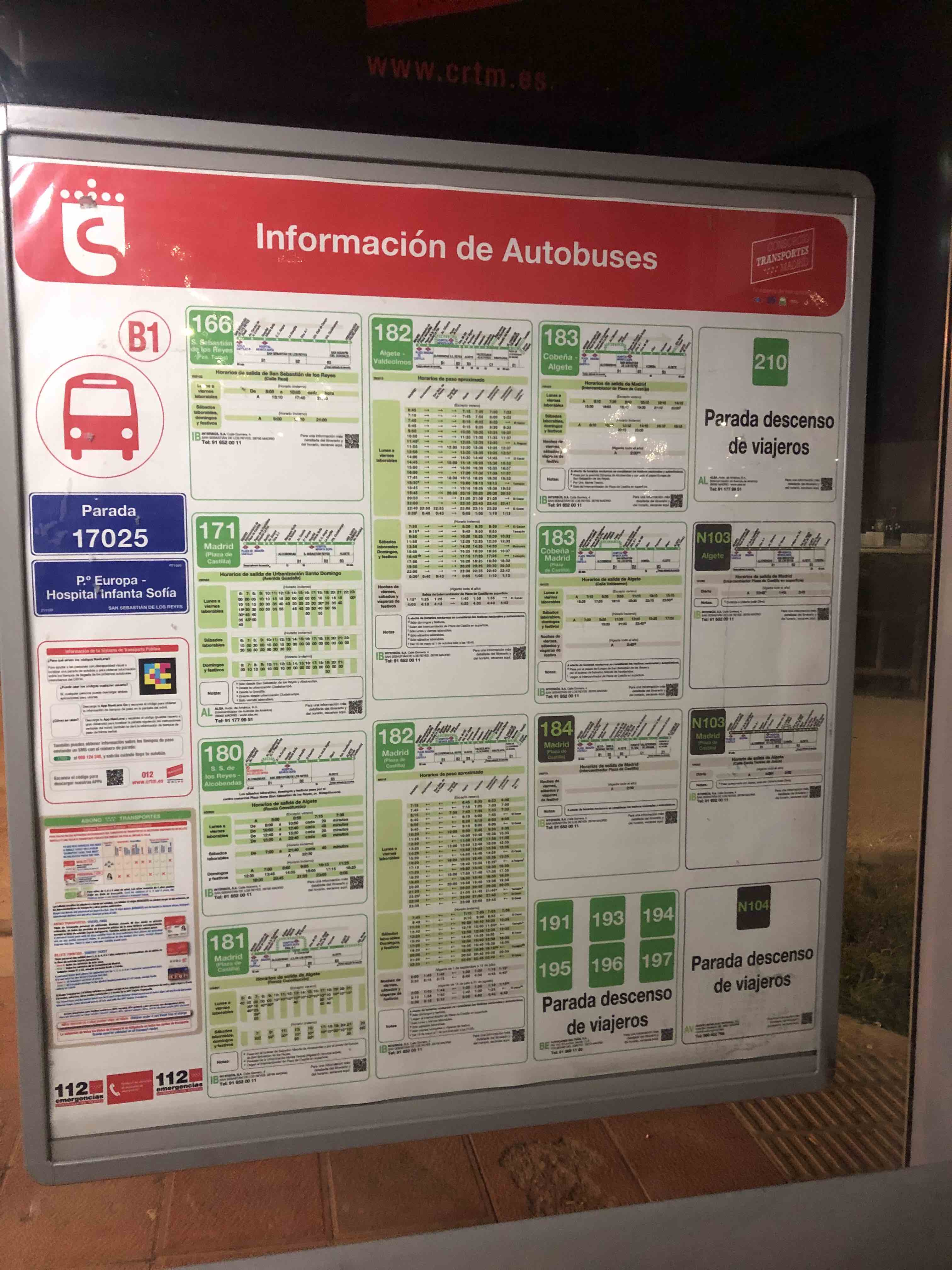
Marquesina 17025 en el Hospital Infanta Sofía (sentido sur), en la que se ve como las líneas de la Sierra Norte no permiten la subida de viajeros

El recorrido en sentido Madrid es igual al de ida pero en sentido contrario excepto en determinados puntos:
- En El Molar sigue realizando 3 paradas pero todas ellas en el casco urbano, ya que la parada 17975 - Carretera A-1 - Camino Viejo de Francia no tiene pareja para las expediciones de vuelta.
- En San Agustín del Guadalix tan solo realiza una parada en el polígono industrial sur, debido a que no existe la misma vía de servicio como a la ida. Las paradas 15988 - Carretera A-1 - Calle La Lobera y 15990 - Carretera A-1 - Calle Salguerilla no tienen pareja de vuelta.
- La línea realiza 6 paradas en el paseo de Europa de San Sebastián de los Reyes, todas ellas sólo para el descenso de viajeros (sólo se permite la subida de viajeros en la parada 06751 - Paseo de Europa - Parque Picos de Olite).
- Dentro de Alcobendas, circula por el bulevar de Salvador Allende en lugar de por la avenida Olímpica, parando en un punto sólo para el descenso de viajeros.

El mismo criterio se aplica a la vuelta de la línea en las paradas del casco urbano de Alcobendas y San Sebastián de los Reyes a sólo permitir el descenso de viajeros. Debido a que esas zonas que recorre esta línea ya están cubiertas por Metro y otras líneas interurbanas con cabecera en el Intercambiador de Plaza de Castilla que tienen mucha mayor frecuencia y colapsarían la línea 194 para realizar trayectos muy cortos. De esta forma se evita que las expediciones de esta línea se llenen y aumenten el tiempo de viaje a los viajeros con orígenes mucho más alejados de Madrid cuya única opción sea la línea 194 y un trayecto de 2h.
| Código                                                                                             | Zona | Localidad                  | Denominación                                                           | Ubicación                          | Líneas de la parada                                                                                       | Metro                  |
| -------------------------------------------------------------------------------------------------- | ---- | -------------------------- | ---------------------------------------------------------------------- | ---------------------------------- | --- | ---------------------- |
| 10373                                                                                              |      | Rascafría                  | Rascafría - Plaza de los Abetos                                        | Avenida de Cascajales Nº5          | 194 819                                                                                                   |                        |
| 18985                                                                                              |      | Rascafría                  | Rascafría - Avenida del Valle                                          | Avenida del Valle Nº40             | 194 194A                                                                                                  |                        |
| 10372                                                                                              |      | Oteruelo del Valle         | Carretera M-604 - Oteruelo del Valle                                   | Calle de la Paz Nº25 Nº4           | 194 |                        |
| 18151                                                                                              |      | Alameda del Valle          | Alameda del Valle - Calle Grande                                       | Calle Grande Nº45                  | 194 194A                                                                                                  |                        |
| 10370                                                                                              |      | Alameda del Valle          | Alameda del Valle - Ayuntamiento                                       | Plaza de Santa Marina Nº11         | 194 194A                                                                                                  |                        |
| 18150                                                                                              |      | Alameda del Valle          | Alameda del Valle - Calle Grande                                       | Calle Grande Nº34                  | 194 194A                                                                                                  |                        |
| 12492                                                                                              |      | Pinilla del Valle          | Pinilla del Valle - Colegio                                            | Calle del Canal de Isabel II Nº1   | 194 194A                                                                                                  |                        |
| 10369                                                                                              |      | Pinilla del Valle          | Pinilla del Valle - Ayuntamiento                                       | Plaza del Gobernador Nº1           | 194 194A                                                                                                  |                        |
| 12491                                                                                              |      | Pinilla del Valle          | Pinilla del Valle - Colegio                                            | Calle del Canal de Isabel II Nº900 | 194 194A                                                                                                  |                        |
| 10367                                                                                              |      | Lozoya                     | Carretera M-604 - Lozoya                                               | Avenida de Lozoya Nº15             | 194 194A                                                                                                  |                        |
| 10361                                                                                              |      | Gargantilla del Lozoya     | Carretera de Gargantilla a Lozoya Nº4                                  | Carretera de Rascafría km. 7,3     | 194 194A                                                                                                  |                        |
| 20810                                                                                              |      | Gargantilla del Lozoya     | Carretera M-604 - Urbanización El Tomillar                             | Carretera de Rascafría km. 7,3     | 194 194A 195 195B                                                                                         |                        |
| Paradas de los servicios que entran en Canencia                                                    |      |                            |                                                                        |                                    | |                        |
| 10356                                                                                              |      | Garganta de los Montes     | Carretera M-629 - Cruce de Canencia                                    | Carretera de Canencia km. 21,6     | 194 194A 195 195A 195B                                                                                    |                        |
| 10360                                                                                              |      | Canencia                   | Canencia - Plaza de la Constitución                                    | Plaza de la Constitución Nº16      | 194 194A 195 195A 195B                                                                                    |                        |
| Paradas del itinerario normal                                                                      |      |                            |                                                                        |                                    | |                        |
| 10358                                                                                              |      | Garganta de los Montes     | Carretera M-604 - Cruce de Canencia                                    | Carretera de Rascafría km. 6,5     | 194 194A 195 195B                                                                                         |                        |
| El servicio que no entra en Garganta de los Montes no realiza las siguientes paradas               |      |                            |                                                                        |                                    | |                        |
| 10352                                                                                              |      | Garganta de los Montes     | Carretera M-604 - Cruce de Garganta                                    | Carretera de M-969 km. 0,1         | 194 194A 195 195A 195B                                                                                    |                        |
| 18199                                                                                              |      | Garganta de los Montes     | Carretera M-969 - Prados Redondos                                      | Carretera M-969 s/n                | 194 194A 195 195A 195B                                                                                    |                        |
| 20423                                                                                              |      | Garganta de los Montes     | Garganta de los Montes - Calle de San Isidro                           | Calle de San Isidro Nº30           | 194 194A 195 195A 195B                                                                                    |                        |
| 18200                                                                                              |      | Garganta de los Montes     | Carretera M-969 - Prados Redondos                                      | Carretera M-969 S/N.º              | 194 194A 195 195A 195B                                                                                    |                        |
| Paradas del itinerario normal                                                                      |      |                            |                                                                        |                                    | |                        |
| 10354                                                                                              |      | Garganta de los Montes     | Carretera M-604 - Cruce de Garganta                                    | Carretera de Rascafría km. 5,9     | 194 194A 195 195B                                                                                         |                        |
| El servicio que no entra en Garganta de los Montes no realiza la siguiente parada                  |      |                            |                                                                        |                                    | |                        |
| 10349                                                                                              |      | El Cuadrón                 | Carretera M-604 - El Cuadrón                                           | Carretera de Rascafría Nº1         | 194 194A 195 195B                                                                                         |                        |
| Paradas del itinerario normal                                                                      |      |                            |                                                                        |                                    | |                        |
| 12019                                                                                              |      | Lozoyuela                  | Calle de Prados Quemados - Carretera de la estación                    | Calle de Prados Quemados Nº13      | 191 194 195 196                                                                                           |                        |
| 11045                                                                                              |      | Lozoyuela                  | Avenida de Madrid - Urbanización Los Terreros                          | Avenida de Madrid Nº171            | 191 191E 194 195 196                                                                                      |                        |
| 10348                                                                                              |      | Lozoyuela                  | Avenida de Madrid - Ayuntamiento                                       | Avenida de Madrid Nº85             | 191 194 195 196 VAC-242                                                                                   |                        |
| 11735                                                                                              |      | Lozoyuela                  | Carretera de Torrelaguna - Guardia Civil                               | Avenida de Madrid Nº5              | 191 194 195 196                                                                                           |                        |
| 15942                                                                                              |      | La Cabrera                 | Avenida de La Cabrera - Residencia                                     | Avenida de La Cabrera Nº81         | 191 193 194 195 196 197B                                                                                  |                        |
| 10037                                                                                              |      | La Cabrera                 | Avenida de La Cabrera - Calle del Pico de la Miel                      | Avenida de La Cabrera Nº69         | 191 193 194 195 196 197B                                                                                  |                        |
| 10345                                                                                              |      | La Cabrera                 | Avenida de La Cabrera - Calle de Luis Fernández Urosa                  | Avenida de La Cabrera Nº23         | 191 193 194 195 196 197B VAC-242                                                                          |                        |
| 10666                                                                                              |      | La Cabrera                 | Avenida de La Cabrera - Carretera de Valdemanco                        | Avenida de La Cabrera Nº6          | 191 193 194 195 196 197B 197C 725                                                                         |                        |
| El servicio que no entra en Cabanillas de la Sierra ni Venturada no realiza las siguientes paradas |      |                            |                                                                        |                                    | |                        |
| 11542                                                                                              |      | Cabanillas de la Sierra    | Cabanillas de la Sierra - Carretera Antigua N-1                        | Carretera Antigua de Burgos Nº8    | 191 193 194 195 196                                                                                       |                        |
| 10342                                                                                              |      | Cabanillas de la Sierra    | Cabanillas de la Sierra - Calle Real                                   | Calle Real Nº57                    | 191 193 194 195 196 197C                                                                                  |                        |
| 11524                                                                                              |      | Cabanillas de la Sierra    | Cabanillas de la Sierra - Urbanización Los Barrancos                   | Calle Real Nº19                    | 191 193 194 195 196 197C                                                                                  |                        |
| 11295                                                                                              |      | Venturada                  | Venturada - Urbanización Tolle Lege                                    | N-1 km. 52                         | 191 193 194 195 196 N104                                                                                  |                        |
| 10341                                                                                              |      | Venturada                  | Venturada - Carretera de Irún                                          | Carretera de Irún Nº7              | 191 193 193A 194 195 196 197C N104 VAC-242                                                                |                        |
| Paradas del itinerario normal                                                                      |      |                            |                                                                        |                                    | |                        |
| 16450                                                                                              |      | Pedrezuela                 | Carretera A-1 - Cruce El Vellón                                        | A-1 km. 47                         | 191 193 193A 194 195 196 197D N104                                                                        |                        |
| 12690                                                                                              |      | El Molar                   | Calle de la Fuente - Calle del Álamo                                   | Calle de la Fuente Nº23            | 191 193 193A 194 195 196 197D N104                                                                        |                        |
| 09649                                                                                              |      | El Molar                   | Plaza Mayor - Calle de la Fuente                                       | Plaza Mayor Nº10                   | 191 193 193A 194 195 196 197D N104 VAC-242                                                                |                        |
| 09648                                                                                              |      | El Molar                   | Avenida de España - Calle del Almirante Martel                         | Avenida de España Nº73             | 191 193 193A 194 195 196 197D N104                                                                        |                        |
| 09834                                                                                              |      | San Agustín del Guadalix   | Avenida de Madrid - Polígono industrial Norte San Agustín del Guadalix | Polígono las Cabezas Nº4           | 191 193 194 195 196 N104                                                                                  |                        |
| 18362                                                                                              |      | San Agustín del Guadalix   | Avenida de Madrid - Avenida del Alcalde Lorenzo Ginés Brandín          | Avenida de Madrid Nº32             | 191 193 194 195 196 727 N104                                                                              |                        |
| 06705                                                                                              |      | San Agustín del Guadalix   | Avenida de Madrid - Parque Príncipe Felipe                             | Calle de Féliz Sanz Nº31           | 191 193 194 195 196 727 N104                                                                              |                        |
| 12098                                                                                              |      | San Agustín del Guadalix   | Avenida de Madrid - Urbanización Residencial Guadalix                  | Avenida de Madrid Nº3              | 191 193 194 195 196 727 N104                                                                              |                        |
| 11185                                                                                              |      | San Agustín del Guadalix   | Carretera A-1 - Polígono industrial Sur San Agustín del Guadalix       | A-1 km. 31,5                       | 191 193 194 195 196 N104                                                                                  |                        |
| 10041                                                                                              |      | Colmenar Viejo             | Carretera A-1 - Urbanización Valdelagua                                | A-1 km. 30,5                       | 191 193 194 195 196 N104                                                                                  |                        |
| 06719                                                                                              |      | San Sebastián de los Reyes | Carretera A-1 - Urbanización Ciudalcampo                               | N-1 km. 27,9                       | 166 171 191 193 194 195 196 N104                                                                          |                        |
| 06720                                                                                              |      | San Sebastián de los Reyes | Carretera A-1 - Circuito del Jarama                                    | N-1 km. 26                         | 171 191 193 194 195 196 N104                                                                              |                        |
| 06723                                                                                              |      | San Sebastián de los Reyes | Carretera A-1 - Urbanización Fuente del Fresno                         | N-1 km. 23,4                       | 166 171 191 193 194 195 196 N104                                                                          |                        |
| 16438                                                                                              |      | San Sebastián de los Reyes | Carretera Antigua de Burgos - Centro Comercial Alegra                  | N-1 km. 19,9                       | 166 171 180 181 182 183 184 185 191193194195196197210N103 N104                                            |                        |
| 17025                                                                                              |      | San Sebastián de los Reyes | Paseo de Europa - Hospital Infanta Sofía                               | Paseo de Europa Nº11               | 166 171 180 181 182 183 184 191193194195196197210N103 N104                                                | Hospital Infanta Sofía |
| 10019                                                                                              |      | San Sebastián de los Reyes | Paseo de Europa - Glorieta de Antoni Gaudí                             | Paseo de Europa Nº7                | 171 180 181 182 183 184 191193194195196197N103 N104                                                       |                        |
| 12422                                                                                              |      | San Sebastián de los Reyes | Paseo de Europa - Avenida de los Montes de Oca                         | Paseo de Europa Nº1                | 171 180 181 182 183 184 191193194195196197N103 N104                                                       |                        |
| 06751                                                                                              |      | San Sebastián de los Reyes | Paseo de Europa - Parque Picos de Olite                                | Paseo de Europa Nº26               | 152C 156 161 171 180 181 182 183 184 191 193 194 195 196 197 N102 N103 N104 VAC-2424 5                    |                        |
| 15191                                                                                              |      | San Sebastián de los Reyes | Paseo de Europa - Avenida de España                                    | Paseo de Europa Nº26               | 152C 156 161 171 180 181 182 183 184 191193194195196197N102 N103 N1044 5                                  |                        |
| 06752                                                                                              |      | Alcobendas                 | Bulevar de Salvador Allende - Calle de Soria                           | Bulevar de Salvador Allende Nº19   | 181 182 183 184 191193194195196197N103 N104VAC-242                                                        |                        |
| 10550                                                                                              |      | Madrid                     | Paseo de la Castellana - Hospital La Paz                               | Paseo de la Castellana Nº296       | 151 152C 153 154C 155 155B 156 157 157C 159 161 181 182 183 184 185 191193194195196197N101 N102 N103 N104 | Begoña                 |
| 17470                                                                                              |      | Madrid                     | Intercambiador de Plaza de Castilla                                    | Avenida de Asturias Nº2            | Descenso en las dársenas 38 y 39.                                                                         | Plaza de Castilla      |

1. ↑  A pesar de que la denominación sugiera que la parada está en la carretera M-604, su ubicación se encuentra en la carretera M-969
2. 1 2 3 4 5 6 7 8 9 10 11 12 13 14 15 16 17 18 19 20 21 22 23 24 25 26 27 28 29 30 31 32 33 34 35 36 37 38 39 40 41 42 43 44 45 46 47 48 49 50 51 52 53 54 55 56 57 58 59 60 61 62 63 64  Sólo permite el descenso de viajeros
3. ↑  Técnicamente esta parada se encuentra en el término municipal de Colmenar Viejo, debido a la extensión de terreno que tiene Colmenar Viejo entre San Sebastián de los Reyes y San Agustín del Guadalix. Algunas paradas se encuentran dentro de este terreno y esta parada es una de ellas. La Urbanización Valdelagua pertenece al término municipal de San Agustín del Guadalix.

## Tarifas
Aquí se muestran las tarifas de la línea, con las siguientes observaciones:
- La línea no permite los viajes dentro de la zona tarifaria , tanto de ida como de vuelta.
- La línea presenta restricciones a la subida o bajada de viajeros en algunas paradas de la zona tarifaria , tanto de ida como de vuelta.

### Billetes sencillos
| OrigenDestino | A     | B1    | B2    | B3    | C1    | C2    |
| A             | 1,5 € | -     | -     | -     | -     | -     |
| B1            | 2 €   | 1,3 € | -     | -     | -     | -     |
| B2            | 2,6 € | 2 €   | 1,3 € | -     | -     | -     |
| B3            | 3,6 € | 2,6 € | 2 €   | 1,3 € | -     | -     |
| C1            | 4,2 € | 3,6 € | 2,6 € | 2 €   | 1,3 € | -     |
| C2            | 5,1 € | 4,2 € | 3,6 € | 2,6 € | 2 €   | 1,3 € |

### Abonos transporte
- En caso de portar un abono inferior a la zona tarifaria de destino, se deberá abonar un suplemento. Dicho suplemento corresponde a la diferencia entre un billete sencillo hacia la corona tarifaria de destino y un billete sencillo a la corona tarifaria del abono portado. Esta restricción también aplica a los abonos interzonales.
- No es válido el abono correspondiente a la zona , por lo que es necesario abonar el billete sencillo correspondiente a la parada de destino.
- A pesar de que las coronas tarifarias ,  y  tengan el mismo coste en el abono transporte, su uso en zonas tarifarias que no es la correspondiente no es válido y se deberá abonar el suplemento mencionado anteriormente. Es por esto que los usuarios de las coronas tarifarias  o  deberán recargar un abono de la corona  al mismo coste que las anteriores para evitar confusión.
- El abono joven y de la tercera edad son válidos para toda la línea (con las restricciones mencionadas anteriormente).

Para más información, consultar la página oficial del CRTM.